# Championnat de France de rugby à XV 1901-1902
Navigation
1900-1901 1902-1903
La onzième édition du championnat de France de football-rugby de première série de l'USFSA 1901-1902 est remporté par le Racing club de France qui bat le Stade bordelais UC en finale.

## Participants
Les clubs qualifiés pour le championnat de France, sont les neufs champions régionaux de l'USFSA.
Le champion de France en titre, le Stade français, a échoué de se qualifier et ne peut défendre son titre étant défait (8-0) par le Racing CF dans le championnat de Paris de l'USFSA.
- Stade grenoblois, champion des Alpes
- Vélo sport chartrain, champion du Centre-Ouest
- Racing club chalonnais, champion de l'Est
- Olympique de Marseille, champion du Littoral
- Le Havre athletic club, champion de la Manche
- Racing club de France, champion de Paris
- Stade olympien des étudiants de Toulouse, champion du Sud
- Football club de Lyon, champion du Sud-Est
- Stade bordelais université club, champion du Sud-Ouest

## Organisation

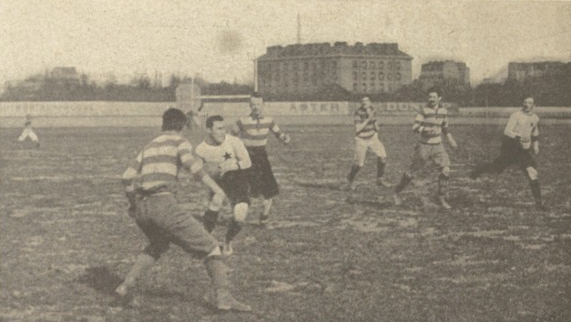
VSC-HAC au Vélodrome du Parc des Princes le 9 mars 1902.

Comme l'an précédent, on répartit ces champions de régions dans des groupes géographiquement proches, nommée par des hydronymes, afin de mieux organiser le championnat :
- Région Garonne : Bordeaux et Toulouse
- Région Rhône : Chalon-sur-Saône, Grenoble, Lyon et Marseille
- Région Seine : Chartres, Le Havre et Paris

La région parisienne reste encore privilégiée par l'organisation et joue dans les derniers temps du championnat. Par ailleurs le terme de demi-finale n'est mentionné que pour parler du premier tour du Racing CF dans le championnat.
Les rencontres ont lieu suivant les tableaux suivants :
- Région Garonne :
  - Sud contre Sud-Ouest
- Région Rhône :
  - Match 1 : Est contre Sud-Est
  - Match 2 : Littoral contre Alpes
  - Match 3 : vainqueur 1 contre vainqueur 2
  - Finale interrégionale : Garonne contre Rhône
- Région Seine :
  - Match 1 : Centre-Ouest contre Manche
  - Match 2 (« demi-finale ») : vainqueur 1 contre Paris
- Finale du championnat de France : vainqueur Garonne-Rhône contre vainqueur Seine

## Tableau final
Voici le tableau final du Championnat de France 1902 :
|  | Premier tour              | Premier tour              | Premier tour       | Premier tour       |                                |                  | Second tour         | Second tour         | Second tour         | Second tour         |  |  | Demi-finales               | Demi-finales               | Demi-finales               | Demi-finales               |  |  | Finale                  | Finale                  | Finale                  | Finale                  |
|  |                           |                           |                    |                    |                                |                  |                     |                     |                     |                     |  |  |                            |                            |                            |                            |  |  |                         |                         |                         |                         |
|  |                           |                           |                    |                    |                                |                  | 9 mars 1902 à Paris | 9 mars 1902 à Paris | 9 mars 1902 à Paris | 9 mars 1902 à Paris |  |  | Le 16 mars 1902 à Le Havre | Le 16 mars 1902 à Le Havre | Le 16 mars 1902 à Le Havre | Le 16 mars 1902 à Le Havre |  |  | Le 23 mars 1902 à Paris | Le 23 mars 1902 à Paris | Le 23 mars 1902 à Paris | Le 23 mars 1902 à Paris |
|  |                           |                           |                    |                    |                                |                  | 9 mars 1902 à Paris | 9 mars 1902 à Paris | 9 mars 1902 à Paris | 9 mars 1902 à Paris |  |  | Le 16 mars 1902 à Le Havre | Le 16 mars 1902 à Le Havre | Le 16 mars 1902 à Le Havre | Le 16 mars 1902 à Le Havre |  |  | Le 23 mars 1902 à Paris | Le 23 mars 1902 à Paris | Le 23 mars 1902 à Paris | Le 23 mars 1902 à Paris |
|  |                           |                           |                    |                    |                                |                  | 9 mars 1902 à Paris | 9 mars 1902 à Paris | 9 mars 1902 à Paris | 9 mars 1902 à Paris |  |  | Le 16 mars 1902 à Le Havre | Le 16 mars 1902 à Le Havre | Le 16 mars 1902 à Le Havre | Le 16 mars 1902 à Le Havre |  |  | Le 23 mars 1902 à Paris | Le 23 mars 1902 à Paris | Le 23 mars 1902 à Paris | Le 23 mars 1902 à Paris |
|  |                           |                           |                    |                    |                                |                  | 9 mars 1902 à Paris | 9 mars 1902 à Paris | 9 mars 1902 à Paris | 9 mars 1902 à Paris |  |  | Le 16 mars 1902 à Le Havre | Le 16 mars 1902 à Le Havre | Le 16 mars 1902 à Le Havre | Le 16 mars 1902 à Le Havre |  |  | Le 23 mars 1902 à Paris | Le 23 mars 1902 à Paris | Le 23 mars 1902 à Paris | Le 23 mars 1902 à Paris |
|  | VS chatrain               | VS chatrain               | 0                  | 0                  |                                |                  |                     |                     |                     |                     |  |  | Le 16 mars 1902 à Le Havre | Le 16 mars 1902 à Le Havre | Le 16 mars 1902 à Le Havre | Le 16 mars 1902 à Le Havre |  |  | Le 23 mars 1902 à Paris | Le 23 mars 1902 à Paris | Le 23 mars 1902 à Paris | Le 23 mars 1902 à Paris |
|  | VS chatrain               | VS chatrain               | 0                  | 0                  |                                |                  |                     |                     |                     |                     |  |  | Le 16 mars 1902 à Le Havre | Le 16 mars 1902 à Le Havre | Le 16 mars 1902 à Le Havre | Le 16 mars 1902 à Le Havre |  |  | Le 23 mars 1902 à Paris | Le 23 mars 1902 à Paris | Le 23 mars 1902 à Paris | Le 23 mars 1902 à Paris |
|  |                           |                           | Le Havre AC        | Le Havre AC        | 5                              | 5                |                     |                     |                     |                     |  |  | Le 16 mars 1902 à Le Havre | Le 16 mars 1902 à Le Havre | Le 16 mars 1902 à Le Havre | Le 16 mars 1902 à Le Havre |  |  | Le 23 mars 1902 à Paris | Le 23 mars 1902 à Paris | Le 23 mars 1902 à Paris | Le 23 mars 1902 à Paris |
|  |                           |                           |                    |                    | 5                              | 5                |                     |                     |                     |                     |  |  | Le 16 mars 1902 à Le Havre | Le 16 mars 1902 à Le Havre | Le 16 mars 1902 à Le Havre | Le 16 mars 1902 à Le Havre |  |  | Le 23 mars 1902 à Paris | Le 23 mars 1902 à Paris | Le 23 mars 1902 à Paris | Le 23 mars 1902 à Paris |
|  |                           |                           |                    |                    |                                |                  |                     |                     |                     |                     |  |  | Le 16 mars 1902 à Le Havre | Le 16 mars 1902 à Le Havre | Le 16 mars 1902 à Le Havre | Le 16 mars 1902 à Le Havre |  |  | Le 23 mars 1902 à Paris | Le 23 mars 1902 à Paris | Le 23 mars 1902 à Paris | Le 23 mars 1902 à Paris |
|  |                           |                           |                    |                    |                                |                  |                     |                     |                     |                     |  |  | Le 16 mars 1902 à Le Havre | Le 16 mars 1902 à Le Havre | Le 16 mars 1902 à Le Havre | Le 16 mars 1902 à Le Havre |  |  | Le 23 mars 1902 à Paris | Le 23 mars 1902 à Paris | Le 23 mars 1902 à Paris | Le 23 mars 1902 à Paris |
|  | Le Havre AC               | Le Havre AC               | 0                  | 0                  |                                |                  |                     |                     |                     |                     |  |  |                            |                            |                            |                            |  |  | Le 23 mars 1902 à Paris | Le 23 mars 1902 à Paris | Le 23 mars 1902 à Paris | Le 23 mars 1902 à Paris |
|  | Le Havre AC               | Le Havre AC               | 0                  | 0                  |                                |                  |                     |                     |                     |                     |  |  |                            |                            |                            |                            |  |  | Le 23 mars 1902 à Paris | Le 23 mars 1902 à Paris | Le 23 mars 1902 à Paris | Le 23 mars 1902 à Paris |
|  |                           |                           | Racing CF          | Racing CF          | 12                             | 12               |                     |                     |                     |                     |  |  |                            |                            |                            |                            |  |  | Le 23 mars 1902 à Paris | Le 23 mars 1902 à Paris | Le 23 mars 1902 à Paris | Le 23 mars 1902 à Paris |
|  |                           |                           |                    |                    | 12                             | 12               |                     |                     |                     |                     |  |  |                            |                            |                            |                            |  |  | Le 23 mars 1902 à Paris | Le 23 mars 1902 à Paris | Le 23 mars 1902 à Paris | Le 23 mars 1902 à Paris |
|  |                           | Le 9 mars 1902 à Paris    |                    |                    |                                |                  |                     |                     |                     |                     |  |  |                            |                            |                            |                            |  |  | Le 23 mars 1902 à Paris | Le 23 mars 1902 à Paris | Le 23 mars 1902 à Paris | Le 23 mars 1902 à Paris |
|  |                           |                           |                    |                    |                                |                  |                     |                     |                     |                     |  |  |                            |                            |                            |                            |  |  | Le 23 mars 1902 à Paris | Le 23 mars 1902 à Paris | Le 23 mars 1902 à Paris | Le 23 mars 1902 à Paris |
|  |                           |                           |                    |                    |                                |                  |                     |                     |                     |                     |  |  |                            |                            |                            |                            |  |  | Le 23 mars 1902 à Paris | Le 23 mars 1902 à Paris | Le 23 mars 1902 à Paris | Le 23 mars 1902 à Paris |
|  |                           |                           |                    |                    |                                |                  |                     |                     |                     |                     |  |  |                            |                            |                            |                            |  |  | Le 23 mars 1902 à Paris | Le 23 mars 1902 à Paris | Le 23 mars 1902 à Paris | Le 23 mars 1902 à Paris |
|  |                           |                           |                    |                    |                                |                  |                     |                     |                     |                     |  |  |                            |                            |                            |                            |  |  | Le 23 mars 1902 à Paris | Le 23 mars 1902 à Paris | Le 23 mars 1902 à Paris | Le 23 mars 1902 à Paris |
|  |                           |                           |                    |                    |                                |                  |                     |                     |                     |                     |  |  |                            |                            |                            |                            |  |  | Le 23 mars 1902 à Paris | Le 23 mars 1902 à Paris | Le 23 mars 1902 à Paris | Le 23 mars 1902 à Paris |
|  |                           | 2 mars 1902 à Le Bouscat  |                    |                    |                                |                  |                     |                     |                     |                     |  |  |                            |                            |                            |                            |  |  | Le 23 mars 1902 à Paris | Le 23 mars 1902 à Paris | Le 23 mars 1902 à Paris | Le 23 mars 1902 à Paris |
|  |                           |                           |                    |                    |                                |                  |                     |                     |                     |                     |  |  |                            |                            |                            |                            |  |  | Le 23 mars 1902 à Paris | Le 23 mars 1902 à Paris | Le 23 mars 1902 à Paris | Le 23 mars 1902 à Paris |
|  | Racing CF                 | Racing CF                 | 6                  | 6                  |                                |                  |                     |                     |                     |                     |  |  |                            |                            |                            |                            |  |  |                         |                         |                         |                         |
|  | Racing CF                 | Racing CF                 | 6                  | 6                  |                                |                  |                     |                     |                     |                     |  |  |                            |                            |                            |                            |  |  |                         |                         |                         |                         |
|  |                           |                           | Stade bordelais UC | Stade bordelais UC | 0                              | 0                |                     |                     |                     |                     |  |  |                            |                            |                            |                            |  |  |                         |                         |                         |                         |
|  |                           |                           |                    |                    | 0                              | 0                |                     |                     |                     |                     |  |  |                            |                            |                            |                            |  |  |                         |                         |                         |                         |
|  |                           |                           |                    |                    |                                |                  |                     |                     |                     |                     |  |  |                            |                            |                            |                            |  |  |                         |                         |                         |                         |
|  |                           |                           |                    |                    |                                |                  |                     |                     |                     |                     |  |  |                            |                            |                            |                            |  |  |                         |                         |                         |                         |
|  | Stade bordelais UC        | Stade bordelais UC        | 31                 | 31                 |                                |                  |                     |                     |                     |                     |  |  |                            |                            |                            |                            |  |  |                         |                         |                         |                         |
|  | Stade bordelais UC        | Stade bordelais UC        | 31                 | 31                 |                                |                  |                     |                     |                     |                     |  |  |                            |                            |                            |                            |  |  |                         |                         |                         |                         |
|  |                           |                           | SOE Toulouse       | SOE Toulouse       | 0                              | 0                |                     |                     |                     |                     |  |  |                            |                            |                            |                            |  |  |                         |                         |                         |                         |
|  |                           |                           |                    |                    | 0                              | 0                |                     |                     |                     |                     |  |  |                            |                            |                            |                            |  |  |                         |                         |                         |                         |
|  |                           | Le 2 mars 1902 à Grenoble |                    |                    |                                |                  |                     |                     |                     |                     |  |  |                            |                            |                            |                            |  |  |                         |                         |                         |                         |
|  |                           |                           |                    |                    |                                |                  |                     |                     |                     |                     |  |  |                            |                            |                            |                            |  |  |                         |                         |                         |                         |
|  | Stade bordelais UC        | Stade bordelais UC        | 6                  | 6                  |                                |                  |                     |                     |                     |                     |  |  |                            |                            |                            |                            |  |  |                         |                         |                         |                         |
|  | Stade bordelais UC        | Stade bordelais UC        | 6                  | 6                  | Le 23 février 1902 à Marseille |                  |                     |                     |                     |                     |  |  |                            |                            |                            |                            |  |  |                         |                         |                         |                         |
|  |                           |                           | FC de Lyon         | FC de Lyon         | 0                              | 0                |                     |                     |                     |                     |  |  |                            |                            |                            |                            |  |  |                         |                         |                         |                         |
|  | Olympique de Marseille    | Olympique de Marseille    | FC de Lyon         | FC de Lyon         | 0                              | 0                | 4                   | 4                   |                     |                     |  |  |                            |                            |                            |                            |  |  |                         |                         |                         |                         |
|  | Olympique de Marseille    | Olympique de Marseille    |                    |                    |                                |                  |                     | 4                   |                     |                     |  |  |                            |                            |                            |                            |  |  |                         |                         |                         |                         |
|  | Stade grenoblois          | Stade grenoblois          | 8                  | 8                  |                                |                  |                     |                     |                     |                     |  |  |                            |                            |                            |                            |  |  |                         |                         |                         |                         |
|  | Stade grenoblois          | Stade grenoblois          | 8                  | 8                  | Stade grenoblois               | Stade grenoblois | 3                   | 3                   |                     |                     |  |  |                            |                            |                            |                            |  |  |                         |                         |                         |                         |
|  | Le 23 février 1902 à Lyon |                           |                    |                    | Stade grenoblois               | Stade grenoblois | 3                   | 3                   |                     |                     |  |  |                            |                            |                            |                            |  |  |                         |                         |                         |                         |
|  |                           |                           | FC de Lyon         | FC de Lyon         | 24                             | 24               |                     |                     |                     |                     |  |  |                            |                            |                            |                            |  |  |                         |                         |                         |                         |
|  | FC de Lyon                | FC de Lyon                | FC de Lyon         | FC de Lyon         | 24                             | 24               | Forfait             | Forfait             |                     |                     |  |  |                            |                            |                            |                            |  |  |                         |                         |                         |                         |
|  | FC de Lyon                | FC de Lyon                |                    |                    |                                |                  |                     | Forfait             |                     |                     |  |  |                            |                            |                            |                            |  |  |                         |                         |                         |                         |
|  | RC chalon                 | RC chalon                 | -                  | -                  |                                |                  |                     |                     |                     |                     |  |  |                            |                            |                            |                            |  |  |                         |                         |                         |                         |
|  | RC chalon                 | RC chalon                 | -                  | -                  |                                |                  |                     |                     |                     |                     |  |  |                            |                            |                            |                            |  |  |                         |                         |                         |                         |
|  |                           |                           |                    |                    |                                |                  |                     |                     |                     |                     |  |  |                            |                            |                            |                            |  |  |                         |                         |                         |                         |

## Premier tour
Pour ce premier tour des matchs interrégionaux, le FC de Lyon vainc par forfait le RC Chalon, le match était prévu sur le terrain du FCL, au terrain de l'hippodrome du Grand Camp, à Lyon.
Du côté de Marseille, le Stade grenoblois bat l'Olympique de Marseille sur un score de 8 à 4. Côté grenoblois, on remarque les 2 essais inscrits par Prévôt dont un transformé par Couturier. Pour l'OM, Arnold Bideleux inscrivit un but après marque.

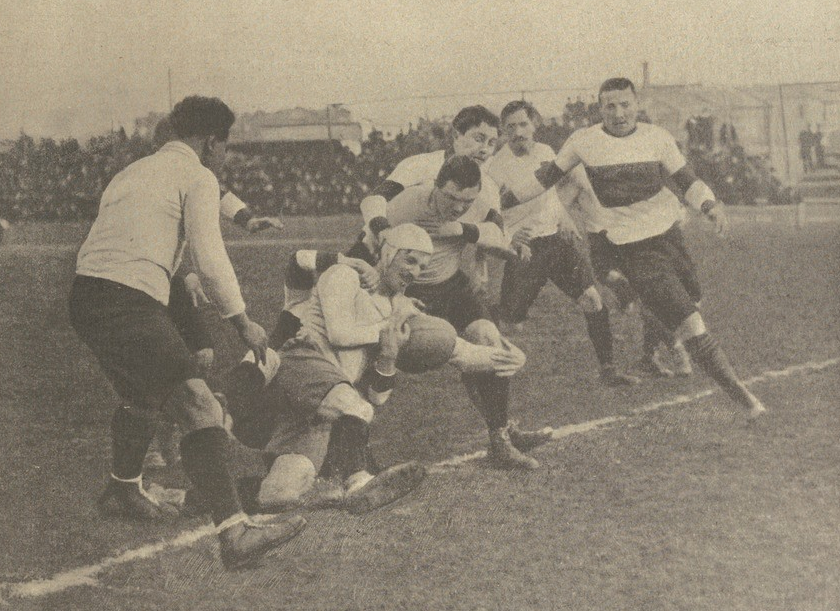
Demi-finale entre le SBUC et le FCL du 9 mars 1902, tenu sur un joueur bordelais (maillot blanc) par les lyonnais (maillot cerclé).

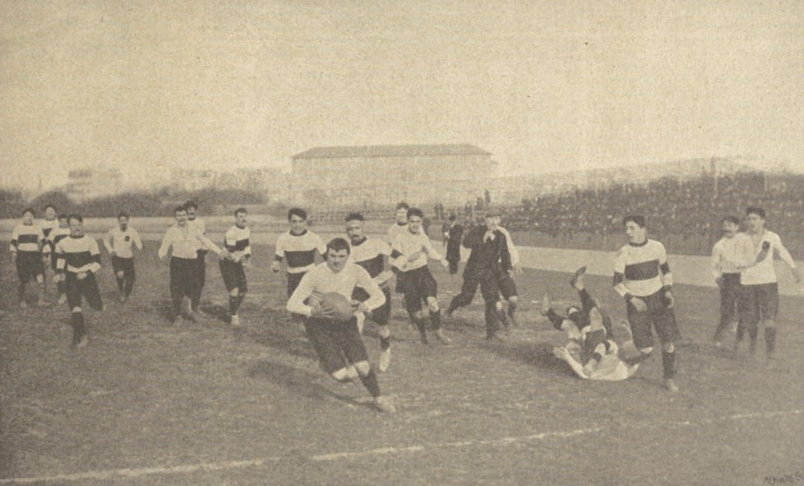
Photographie de l'essai de Hélier Thil après une passe de Camille Gailliot, par terre pris en tenu, en demi-finale contre Lyon.

## Second tour
Le second tour voit deux rencontrent se jouer le 2 mars et le dernier au 9 mars.
Sur son terrain, le SBUC écrase le Stade olympien (31-0). C'est sur 9 essais dont deux transformés que Bordeaux se qualifie pour les demi-finales. On note les essais de Giaccardy (2), Laporte (2), Branlat (2), Thil (3) et deux buts de Deltour et Branlat.
Sur le terrain du parc de Lesdiguières de Grenoble, Lyon se qualifie pour les demi-finales en battant les hôtes de la partie (24-3). Pour les alpins, Prévôt inscrivit leur seul essai. Les lyonnais, quant à eux, marquent 5 essais de Varvier (3), Peillon (1) et Edel (1). Un but et un drop de Vuillermet puis un but après marque de Imhoof.
La dimanche suivant, au Vélodrome du Parc des Princes de Paris, Le Havre AC bat le VS Chartrain 5-0. Seul un essai transformé de Wood fut inscrit au cours de la partie.

## Demi-finales
Après la rencontre entre le Havre et Chartres, la première demi-finale eût lieu. Le SBUC et le FCL offre au public parisien une partie très morose et les points sont inscrits en première mi-temps. Lors de la seconde, de nombreuses maladresses rendent la partie moribonde. Ainsi, par deux essais de Giaccardy et Thil à néant, le Stade bordelais UC se qualifie pour la finale.
L'autre demie s'est jouée le 16 mars sur le terrain du Havre AC. Les « Racingmen », pour leur première rencontre du championnat, n'ont aucun mal à se qualifier pour la finale. Quatre essais de Vivès, Ertzbischoff, Lefebvre-Hubert et Basset à rien.

## Finale
La finale du championnat de France 1902 se déroule sur la première fois sur le terrain du Vélodrome du Parc des Princes à Paris. L'arbitre, pour la première fois dans une finale du championnat, sera sous le regard et le jugement d'un britannique. Il s'agit du gallois Basil Wood, capitaine de l'équipe du Havre AC.
La finale est initialement prévu à 09h00 mais une réclamation du SBUC la retarde. En effet, un farceur a indiqué au capitaine Laporte que le terrain avait une largeur de 80m. Après vérification, il mesure en réalité 70,40 m. La partie peut commencer, le coup d'envoie est donné à 10h40.
On remarque également que Bordeaux dû changer sa feuille de match à la dernière minute. Hélas pour les vaincus, nombreux étaient les absents et les bordelais ont du faire appel à un ancien joueur (deux ans d'absence) étant venu supporter le SBUC pour la finale, il s'agit d'un certain Mathéo.
| Dimanche 23 mars 1902 10h40 | Racing CF                                            | 6 - 0 (6 - 0) | Stade bordelais UC | 1 000 spectateurs Arbitre : Basil Wood |
| Dimanche 23 mars 1902 10h40 | Essai(s) : Klingelhoeffer (1) et Lefèbvre-Hubert (1) |               |                    | 1 000 spectateurs Arbitre : Basil Wood |
| Dimanche 23 mars 1902 10h40 |                                                      |               |                    | 1 000 spectateurs Arbitre : Basil Wood |